# لارس زبروسکی
لارس زبروسکی (انگلیسی: Lars Zebroski; ۱۲ ژانویهٔ ۱۹۴۱ – ۱۰ ژانویهٔ ۱۹۹۸) دوچرخه‌سوار اهل ایالات متحده آمریکا بود. وی در بازی‌های المپیک تابستانی ۱۹۶۰ شرکت کرده است.